# Тихомиров, Сергей Михайлович
Сергей Михайлович Тихомиров (1 (14) февраля 1905 года — 25 ноября 1982 года) — советский государственный и хозяйственный деятель. Депутат ВС СССР 4—6 созывов. Член ЦК КПСС (1956—1961), кандидат в члены ЦК КПСС (1952—1956).

## Образование
В 1930 году окончил Московский институт тонкой химической технологии по специальности инженер-технолог органических красителей и промежуточных продуктов.

## Биография
- 1919—1921 — пильщик дров Киевского отдела народного образования.
- 1921—1922 — переписчик пехотных командных курсов РККА, Киев.
- 1922—1924 — безработный.
- 1924—1925 — конторщик кооператива ВЦИК и СНК РСФСР, Москва.
- 1925—1926 — счетовод Московского отделения Госпромцвета.

В 1930 окончил Московский химико-технологический институт им. Д. И. Менделеева (бывший химический факультет 2-го МГУ)
- 1930—1932 — ассистент-заместитель заведующего углехимическим отделением МХТИ имени Д. И. Менделеева.
- 1932—1933 — инженер спецлаборатории химического завода «Свободный путь», Ярославль.
- 1933—1934 — инженер спецсектора НИИ лаков и красок, Москва.
- 1934—1935 — химик спецлаборатории — заместитель заведующего опытными установками НИИ органических полупродуктов и красителей, Москва.
- 1935—1947 — начальник смены, заместитель начальника цеха, начальник цеха, главный инженер, директор (с 1938 года) Дорогомиловского химического завода, Москва.

## В Правительстве
- 1947—1950 — заместитель министра химической промышленности СССР.
- 1950—1958 — министр химической промышленности СССР.
- 1958 — председатель Госкомитета Совмина СССР по химии — министр СССР.
- 1958—1960 — 1-й заместитель председателя Госкомитета Совмина СССР по химии.
- 1960—1962 — заместитель председателя Госэкономсовета СССР.
- 1962—1963 — заместитель Председателя Госплана СССР.
- 1963 — начальник Управления химической и нефтедобывающей промышленности СНХ СССР.
- 1963—1965 — Заместитель председателя ВСНХ СССР — министр СССР.
- 1965—1969 — 1-й заместитель министра химической промышленности СССР.
- 1969—1980 — заместитель председателя ГКНТ СССР.

С октября 1980 года персональный пенсионер союзного значения.

## Награды и премии
- орден Ленина (трижды)
- орден Трудового Красного Знамени (трижды)
- медали
- Сталинская премия третьей степени (1948) — за разработку и внедрение непрерывного метода производства бензидин-сульфата, обеспечившего значительное увеличение производительности аппаратуры и снижение вредности производства